# Dichagyris amoena
Dichagyris amoena là một loài bướm đêm thuộc họ Noctuidae. Nó được tìm thấy ở Thổ Nhĩ Kỳ và Israel.
Con trưởng thành bay vào tháng 10. Có một lứa một năm.

## Hình ảnh

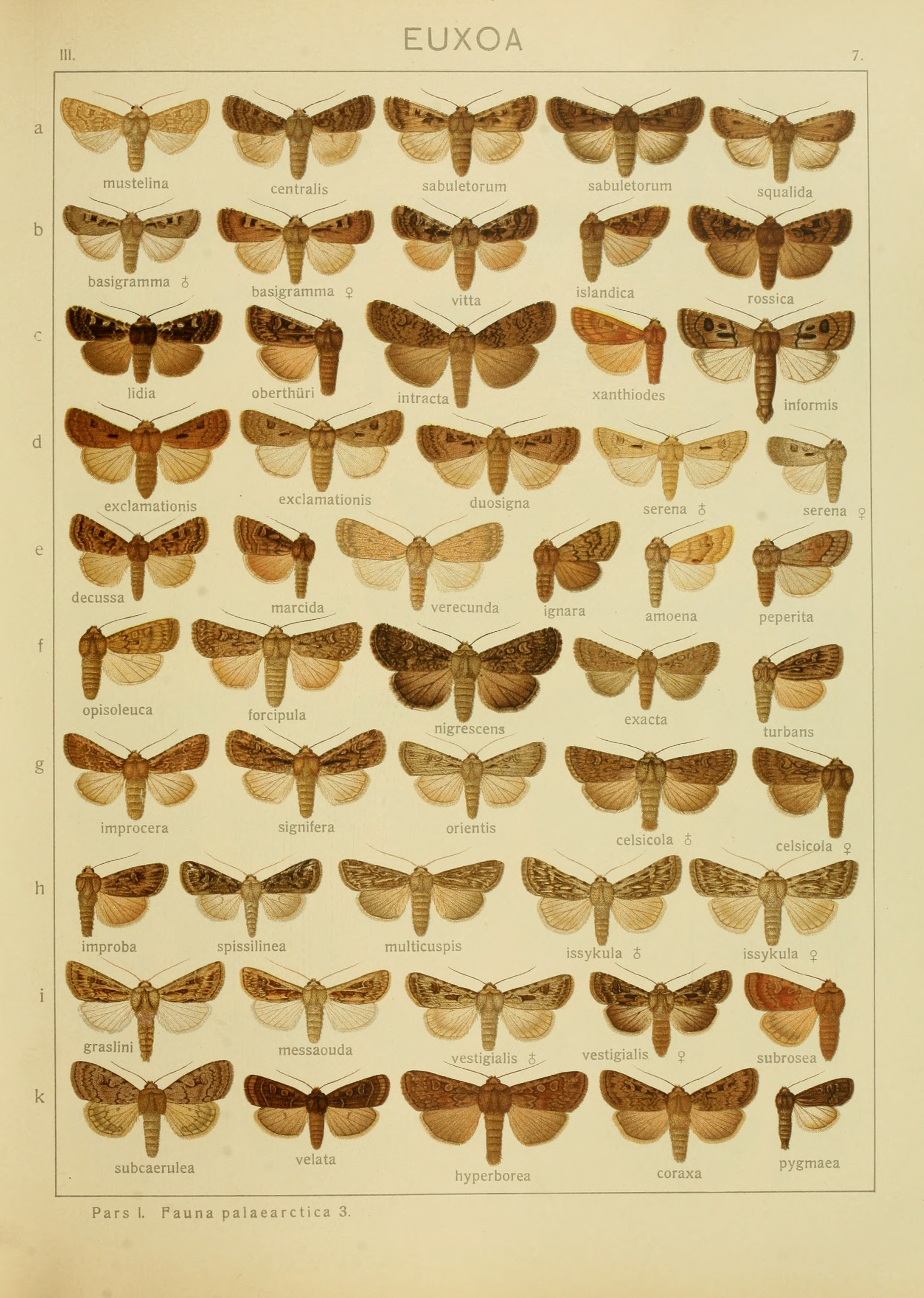